# Sfârșitul unei povești
„Sfârșitul unei povești” (în engleză The End of Something) este o povestire din 1925 a scriitorului american Ernest Hemingway.